# Lionel Blaga
Lionel Blaga (n. 1 aprilie 1885, Lancrăm – d. 18 septembrie 1952, Sibiu) a fost un deputat în Marea Adunare Națională de la Alba Iulia, organismul legislativ reprezentativ al „tuturor românilor din Transilvania, Banat și Țara Ungurească”, cel care a adoptat hotărârea privind Unirea Transilvaniei cu România, la 1 decembrie 1918.:p. 50 

## Biografie
S-a născut la 1 aprilie 1885 în comuna Lancrăm, plasa Sebeș, comitatul Sibiu, fiul preotului ortodox român Isidor Blaga și al soției sale Ana, născută Moga. A fost fratele mai mare al poetului și filosofului Lucian Blaga. În timpul Primului Război Mondial a fost locotenent de rezervă. Din 1922 a fost notar public în Sibiu. :p. 50

## Activitate politică
A participat la Marea Adunare Națională de la Alba Iulia din 1 decembrie 1918 reprezentând Cercul Sebeșul-Săsesc. A fost primar al orașului Sebeșul Săsesc din 4 noiembrie 1918 până în 1919.:p. 50